# أسماك بربوني حمراء
أسماك بربوني الحمراء هو نوعان من الأسماك التي تنتمي لفصيلة أسماك أبو ذقن، وهما:
- بربوني أحمر (الاسم العلمي: Mullus barbatus)
- بربوني أحمر مخطط (الاسم العلمي: Mullus surmuletus)

```
تتواجد هذه الأسماك في 
البحر الأبيض المتوسط
 وشرق 
شمال المحيط الأطلسي
، 
والبحر الأسود
. يمكن أن يشير الاسم «بربون» أو «بربوني» أيضًا إلى فصيلة 
أسماك أبو ذقن
 بشكل عام. الاسم الشائع لهذه الأسماك في بلاد الشام هو 
أسماك السلطان إبراهيم.
[
1
]
```

## التصنيف
على الرغم من أنه يمكن التمييز بينهما بسهولة - تكون الزعنفة الظهرية الأولى مخططة عند أسماك بربوني أحمر مخطط (الإسم العلمي : M. surmuletus) - تتداخل الأسماء الشائعة في بعضها لهذين النوعين من الأسماك، وحتى للأنواع الأخرى من أسماك أبو ذقن، في العديد من اللغات المستعملة في المنطقة (في اللغة العربية في بلاد الشام، يتم نعت هذه الأسماك باسم أسماك السلطان إبراهيم).

## التأثير الثقافي

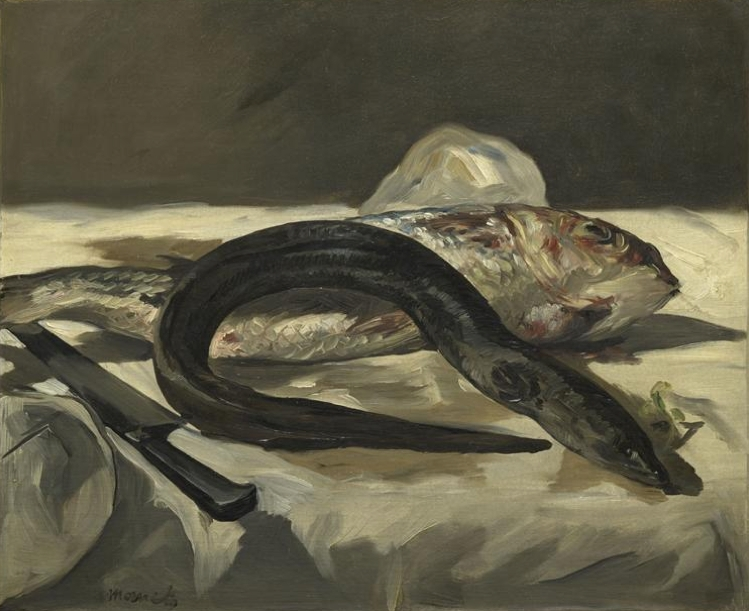
لوحة فنية (الإسم : Rouget et Anguille) ، بريشة إدوارد مانيه (1864).

كلا هذين النوعين من أسماك البربون يعتبرا أسماك شهية للإستهلاك البشري في منطقة البحر الأبيض المتوسط، وفي العصور القديمة كانت هذه الأسماك «واحدة من أكثر الأسماك ذات شهرة وقيمة». إنها متشابهة للغاية، ويتم طهيها بنفس الطريقة. وربما يكون بربوني أحمر مخطط (الإسم العلمي : M. surmuletus) أكثر قيمة إلى حد ما. قام الرومان في روما القديمة بتربيتها في برك، حيث تم الإعتناء بها وتوفير كل إحتياجتها بشكل جيد من قبل مالكها، وقاموا بتدريب الأسماك لكي تأتي لتناول طعامها عند إشارة صوتية من المسؤول أو عند قرع جرس الحارس. تم بيع العينات من هذه الأسماك حسب وزنها في بعض الأحيان، حيث تم مقياضتها مقابل الفضة. يستشهد بلينيوس بحالة التي تم فيها دفع مبلغ كبير مقابل سمكة واحدة، وتم تبذير الكثير من الوقت، بدرجة غير عادية، على هذه الأسماك عند إمتلاكها كحيوانات أليفة، من أجل تدريبها وتعليمها، رغم أنها بطيئة التعلم. جوفينال وآخرون من أدباء الهجاء كتبوا كثيرا بخصوص الدرجة الكبيرة التي سعى إليها الناس لتحقيق هذا الترف (إمتلاك هذه الأسماك)، كشكلية من البذخ. عندما تم الحكم على الرجل السياسي، تيتوس، بالطرد إلى المنفى، إلى مارسيليا، في عام 52 قبل الميلاد، قال مازحا أنه لن يندم طالما أنه سيتمكن من أكل أسماك البربوني الأحمر اللذيذ في مارسيليا.

## روابط خارجية
- جيمس غروت: البوري الأحمر وروما ، جزء من Encyclopædia Romana